# 2000 BEST 山口百恵 ベスト・コレクション
『2000 BEST 山口百恵 ベスト・コレクション』（ミレニアム・ベスト やまぐちももえ-）は、山口百恵のベスト・アルバム。2000年6月21日にSMEJよりリリースされた。

## 解説
ミレニアム（新世紀）記念のベスト・アルバム。収録曲は1985年に発売された『山口百恵ベスト・コレクション』（翌年再発売）と同一であるが、SBM (Super Bit Mapping) により音質が向上している。

## 収録曲
1. としごろ
2. 禁じられた遊び
3. ひと夏の経験
4. 横須賀ストーリー
5. 夢先案内人
6. イミテイション・ゴールド
7. 秋桜
8. プレイバックPart2
9. 絶体絶命
10. いい日旅立ち
11. 曼珠沙華
12. 美・サイレント
13. ロックンロール・ウィドウ
14. さよならの向う側
15. 一恵

## 関連作品
- 山口百恵ベスト・コレクション